# HMS Jervis Bay
Il HMS Jervis Bay (F40) era uno dei 56 mercantili trasformati in incrociatori ausiliari-mercantili armati (AMC, Armed Merchant Cruiser) dalla Royal Navy.
La sua fama fu dovuta alla sua ultima missione di guerra, in cui tentò di fermare la Panzerschiffe Admiral Scheer nella sua missione di intercettazione dei convogli inglesi.

## Prologo

### Le Panzerschiffe
Tra le navi da guerra tedesche più temute allo scoppio della guerra vi erano le 3 Panzerschiffe, che significa solo "corazzata", mentre i britannici le avevano classificate come pocket battleship, "nave da battaglia corazzata tascabile. Si trattava di un tipo di nave pensata per combattere contro gli incrociatori pesanti del tipo Washington, ovvero con cannoni da 203mm e 10,000 tonnellate di dislocamento standard. Moderatamente protetta, più che altro per contenere i pesi, la Panzerschiffe era simile ad un moderno incrociatore corazzato, ed era dotata di un armamento formidabile, costituito dai collaudati cannoni (6 da 280mm, 8 da 150 e 6 da 105mm; inizialmente 3 da 88).
Il tipo di motore era innovativo per un naviglio militare di tali dimensioni: costituiti interamente da diesel, erano sufficientemente potenti per assicurare almeno 26 nodi. L'autonomia era sufficiente per percorrere quasi il giro del mondo, raggiungendo i 35.000 km alla rispettabile velocità di 19 nodi.
Queste caratteristiche di autonomia e di semplicità di manutenzione del sistema propulsivo erano incidentalmente molto indicate anche per la guerra al naviglio commerciale alleato, con incursioni oceaniche nell'Atlantico. Le Panzerschiffe dovevano temere solo la minaccia degli incrociatori da battaglia, che come all'epoca della Grande guerra, potevano sia raggiungerli che sovrastarli in termini di potenza di fuoco, ma la Royal Navy ne aveva solo 3. Così esse, nate per combattere gli incrociatori pesanti finirono invece per trovare la loro migliore ragione d'essere nell'attaccare il traffico mercantile.

### Le AMC
Dall'altro lato, le esigenze britanniche di difesa del traffico lungo le linee commerciali in tutto il mondo erano tali che nemmeno la propria flotta militare era sufficiente. Così come nella prima guerra mondiale ,nel periodo 1939-1940 si requisirono grandi navi passeggeri per adibirle alla scorta oceanica dei convogli e al pattugliamento d'altura. Vennero dotate di vecchi cannoni e poche altre modifiche, tra cui la presenza di un semplice sistema di controllo del tiro centralizzato e soprattutto una tinteggiatura grigia scura, e tanto bastò a considerarle idonee al compito. Delle 56 immesse in servizio, 13 sarebbero andate perdute, 10 per azione dei sommergibili, che trovavano le loro lunghe fiancate facili bersagli, e 3 per azioni contro navi di superficie.
Nel caso del Jervis Bay si attuarono le solite modifiche, come quella di dotarlo di 7 cannoni da 152mm. QF, con affusti scudati, che per una gittata di 13000 m potevano fare fuoco con munizioni di 45 kg; 4 di essi erano a prua, sul ponte di coperta, 3 a poppa, 2 sul ponte di poppa e 1 su di una sovrastruttura apposita. Erano la' presenti anche dei fumogeni, mentre per tutto il resto la nave era sostanzialmente analoga a come era prima della trasformazione: una bella imbarcazione potente e slanciata, alta plancia con 2 ponti, fumaiolo centrale, ricca dotazione di manicotti a vento ventrali, 2 alberi.
Costruita per conto del governo australiano assieme ad altre 4 similari, essa era originariamente intesa come nave trasporto emigranti, per poi passare ad altri compiti servendo con altre compagnie di trasporti, ma mantenendo sempre il fumaiolo giallo chiaro e lo scafo verde. Questi colori vennero cambiati solo con l'avvento della guerra, per cui essa venne ridipinta in grigio chiaro.

## I destini si incrociano

### I contendenti salpano
Il corsaro Admiral Scheer, (com. Krancke) partì per la sua missione di attacco al traffico inglese il 28 ottobre 1940, alle 17.25. Approfittando dell'oscurità e del maltempo passò inosservata ai 5 aerei dello Squadron 269 in pattugliamento nella zona, proseguì tra le tempeste, passando il 31 attraverso lo Stretto di Danimarca, e facendo poi rotta verso sud. Il cattivo tempo causò la caduta in mare di 2 uomini, intenti ad aggiustare delle attrezzature in coperta.
Lo stesso giorno della partenza dello Scheer, partì da Halifax, Nuova Scozia (Canada) il convoglio HX-84, costituito da ben 37 navi mercantili, che però ebbero come scorta d'altura solo quella della 38ª nave, l'incrociatore Jervis Bay al comando del capitano di vascello Edward Fegen.
A causa di una notevole carenza di naviglio di scorta d'alto mare che vi era nel 1940, esisteva un tratto di 3200 km in mezzo all'Atlantico in cui questi convogli restavano senza la scorta di navi da guerra, a meno che si trattasse di trasporti truppe, che in tal caso la Royal Navy si sforzava di proteggere in maniera adeguata. Ma per gli altri tipi di carico, come quelli dell'HX84, era in genere inviato solo un incrociatore ausiliario, in tal caso il Jervis Bay, e fino al 19º meridiano ovest non erano previsti rinforzi da parte della flotta basata in GB.

### Battaglia senza speranza al centro dell'oceano
Il giorno 5 novembre la ricognizione dell'Arado Ar 196 di bordo (altra innovazione rispetto ai vecchi incrociatori corazzati) rivelò la presenza del convoglio e la Scheer ebbe come unico inconveniente l'intercettazione del trasporto Mopan, che venne fermato e affondato con una cannonata dopo che l'equipaggio venne trasbordato. Questa nave non trasmise alcun segnale di allarme, ma tutta l'operazione di intercettazione richiese circa un'ora.
A quel punto, verso il crepuscolo venne avvistato il convoglio, che procedeva su 9 colonne senza che nessuno fosse al corrente che la corazzata era nei paraggi. Distanza iniziale, 24.000 m, 10 km in meno della gittata dei 280mm e 1000 in più dei cannoni da 150mm secondari.
Quando la Scheer venne avvistata, la Jervis Bay reagì subito, ordinando al convoglio di disperdersi e comunicando per radio la posizione della nave nemica. Il tramonto era imminente, e se le navi si fossero disperse in poco tempo molte si sarebbero salvate. Quanto alla sua nave, il comandante Fegen sapeva che non poteva fare nulla contro la Scheer, la fine del Rawalpindi e del suo comandante erano ben note, per non parlare dei 7 AMC già affondati da sommergibili.
Però fece stendere una cortina nebbiogena per proteggere le navi in fuga e lanciò la propria nave contro l'incrociatore nemico, iniziando a sparare con i suoi cannoni del 1913 per attirare il fuoco nemico, anche se la nave tedesca era ancora fuori tiro. Era una carica suicida, ma venne ordinata senza esitazioni.
La corazzata tedesca non perse tempo e in 15 minuti le granate da 330 kg, costruite per battere le navi corazzate dell'epoca, penetrarono le leggere strutture da nave mercantile come cartapesta e distrussero la Jervis, rendendola un rottame fumante.
La ricerca delle navi inglesi, già bersagliate durante l'azione contro l'AMC, si protrasse per le ore successive, 5 vennero affondate, altre ancora danneggiate. Una di queste, la petroliera San Demetrio, venne in un primo tempo abbandonata dall'equipaggio, che però, finita l'azione di fuoco, ritornò a bordo e riuscì a salvare la nave.
Durante la notte un mercantile svedese, la Stureholm, si fermò in mare per salvare l'equipaggio del Jervis, localizzato nell'oscurità; anche se la Svezia era una nazione neutrale, questa azione, eseguita di notte con una corazzata in giro che sparava all'impazzata contro i mercantili, era estremamente coraggiosa. Tra i 56 superstiti il comandante Fegen non c'era. In seguito venne insignito della Victoria Cross alla memoria.

### Epilogo
Il sacrificio del Jervis Bay fu giustamente considerato eroico da entrambe le parti belligeranti. Non meno coraggiosamente del Rawalpindi, questo incrociatore ausiliario svolse il proprio dovere fino all'estremo sacrificio, salvando certamente diverse delle navi affidategli dai cannoni tedeschi.
La vera sfortuna per lo Scheer fu comunque il tempo perduto con il Mopan: con un'ora e passa di luce avrebbe potuto devastare un gran numero di navi, ma il fermarsi per accogliere l'equipaggio, per quanto encomiabile, fu pagato a caro prezzo in termini di risultato.
La Scheer tornò l'aprile del 1941 in Germania, dopo aver distrutto in totale 17 navi per ben 117.000 tonnellate di dislocamento lordo. Andò perduta solo alla fine della guerra, quando nella notte tra il 9 e il 10 aprile 1945, mentre si trovava a Kiel, venne colpita da 5 bombe della RAF rovesciandosi nel porto.